# AB Wilh. Becker

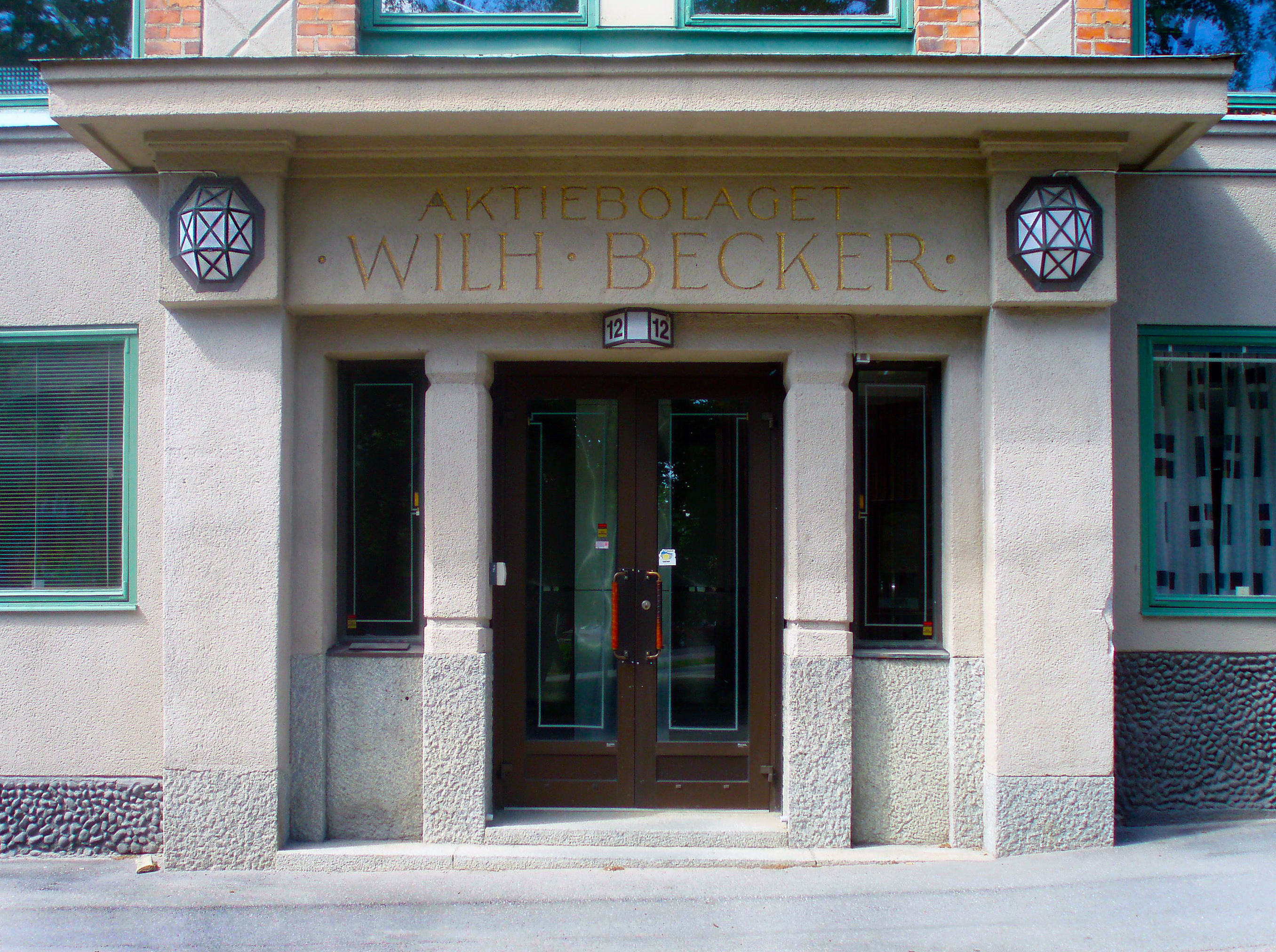
Huvudentrén till Wilhelm Beckers gamla huvudkontor på Lövholmen, 2006.

AB Wilh. Becker är ett svenskt färgföretag som grundades 1865. AB Wilh. Becker var med varumärket Beckers en av de största aktörerna inom färghandeln i Sverige på 1900-talet. Företagets ägs sedan 1985 av Lindéngruppen och har sitt säte i Höganäs.
AB Wilh. Becker äger de två bolagsgrupperna Colart, specialiserad på konstnärsmaterial, och Beckers Group, specialiserad på färgprodukter för industriell ytbehandling av metall och plast. Efter en avknoppning av en sektion av målarfärger från AB Wilh. Beckers, delar man idag varumärket Beckers med Tikkurila Oyj.

## Historia

### De första åren

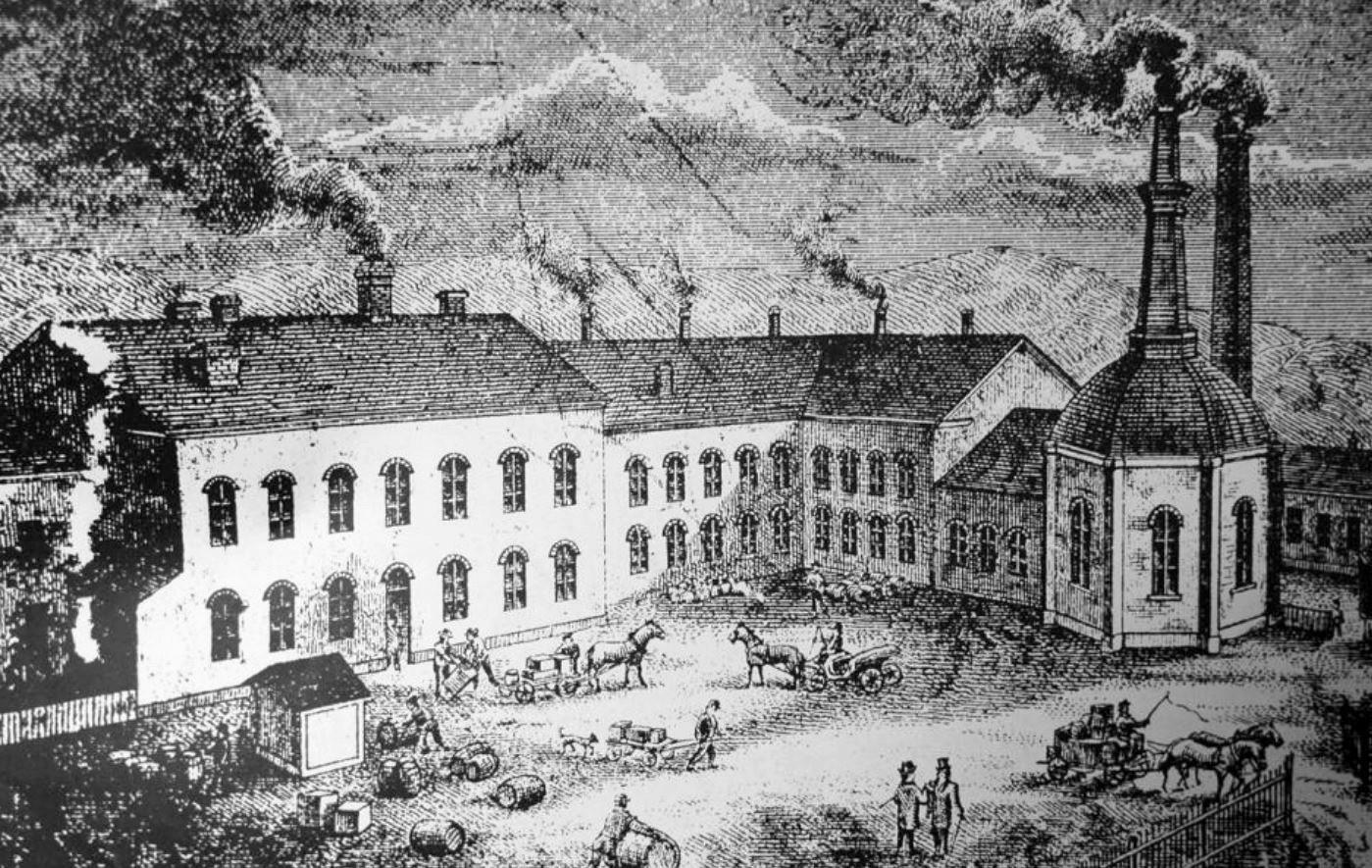
Beckers färgfabrik på Ladugårdsgärde, före flytten till Lövholmen 1902.

Den tyska säljaren med kemikunskaper Wilhelm Becker föddes 1838 i Hespe i staten Schaumburg-Lippe i Tyskland.

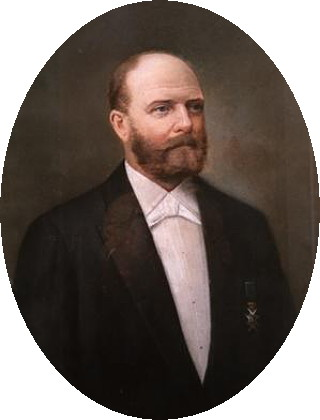
Wilhelm Becker.

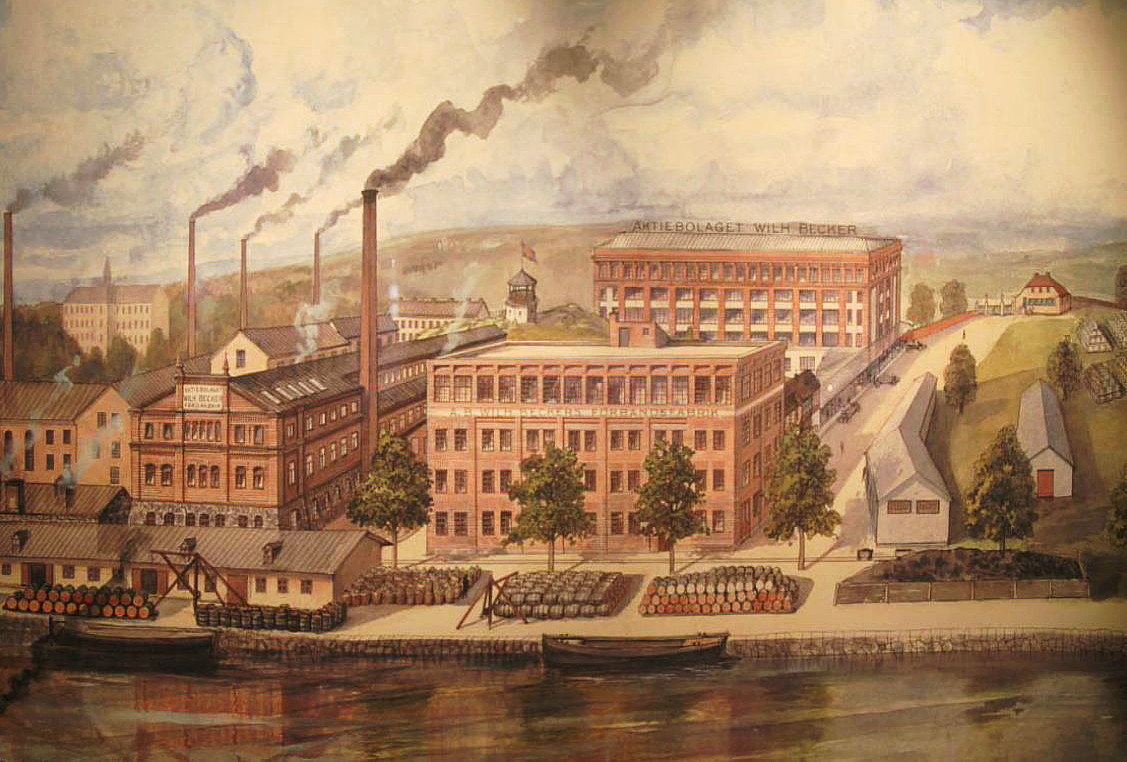
Beckers färgfabrik på Lövholmen, 1918.

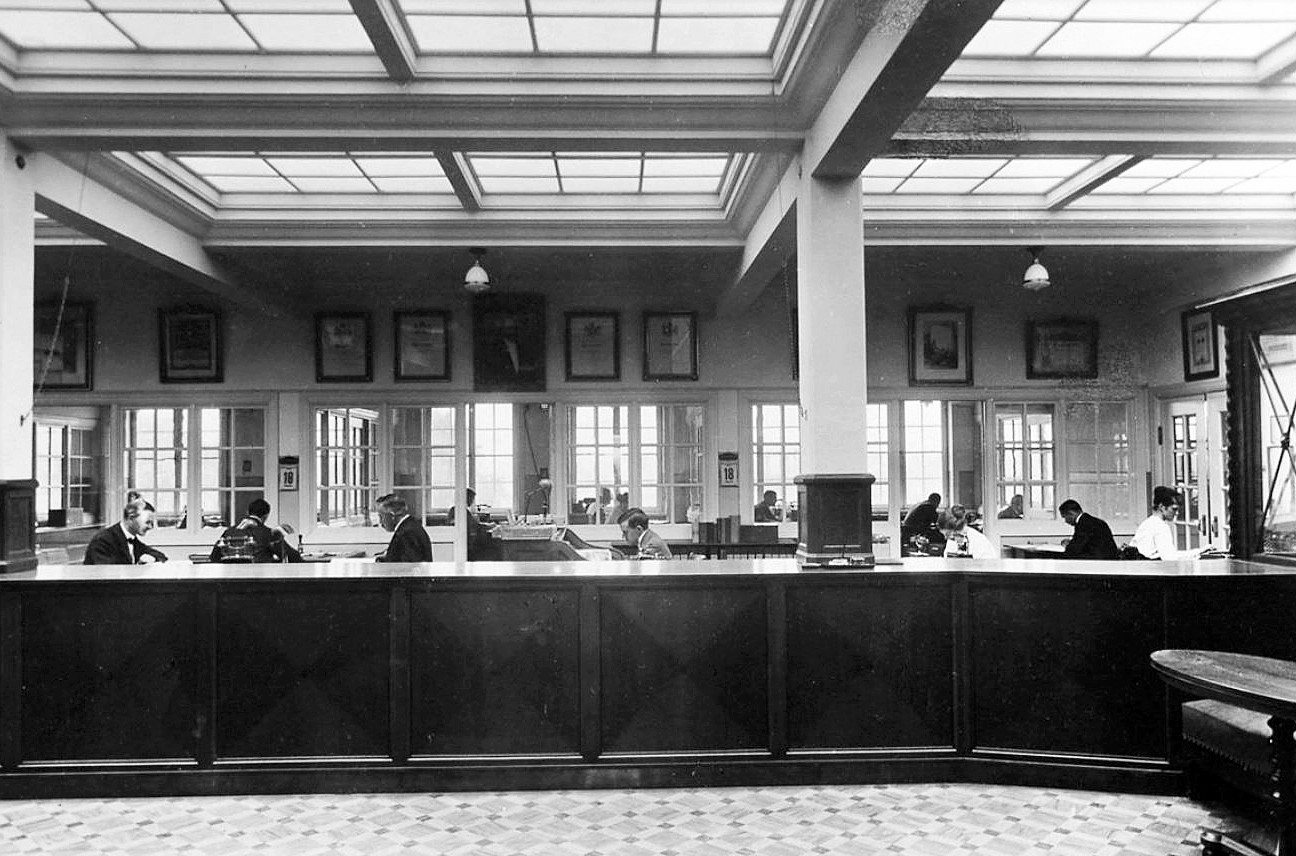
Beckers kontor, interiör, 1920-tal.

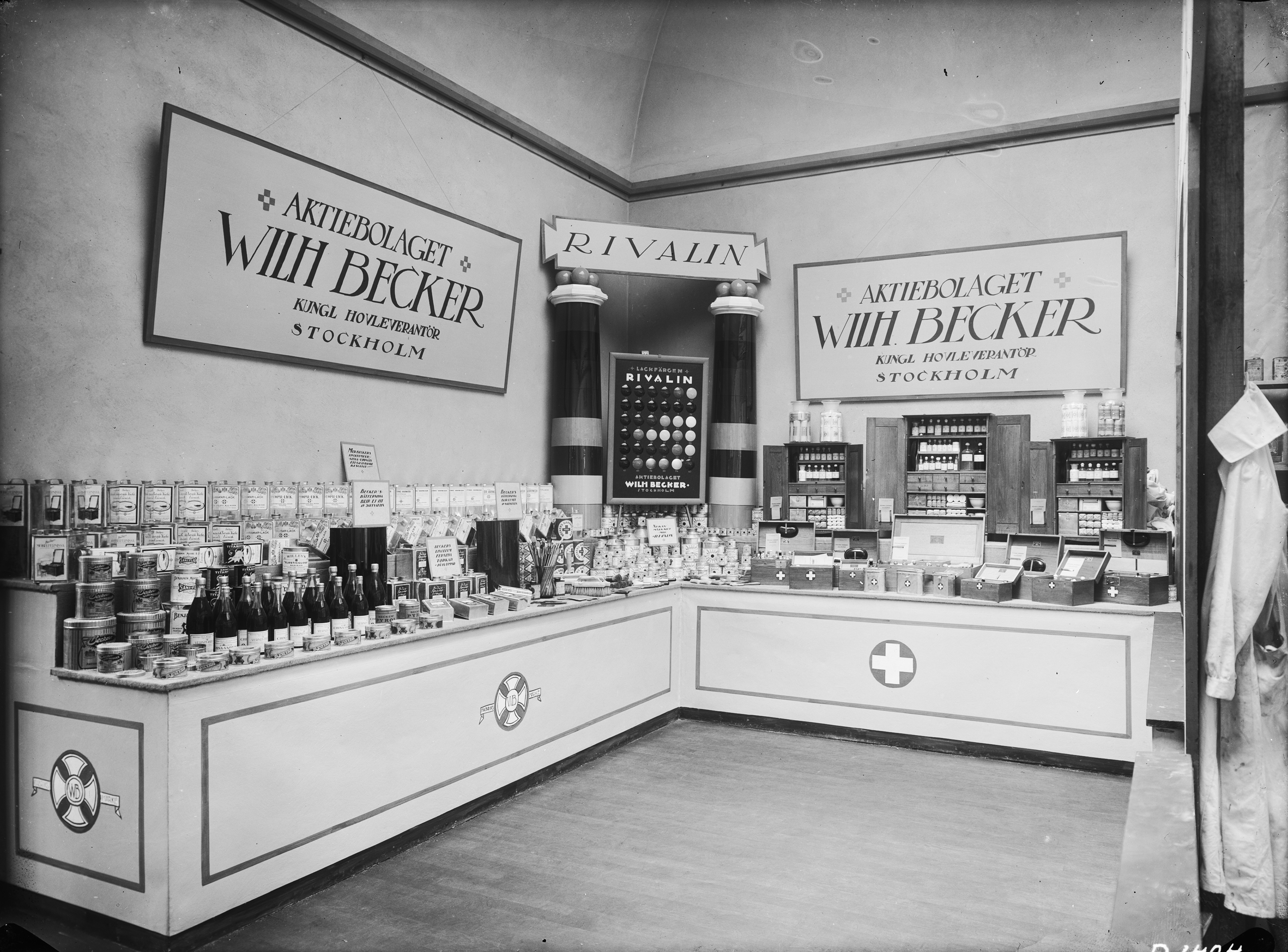
Beckers Rivalin lackfärger och andra produkter på Hantverkets propagandautställning, Liljevalchs 1922, anordnad av Stockholms stads verkstadsskolor.

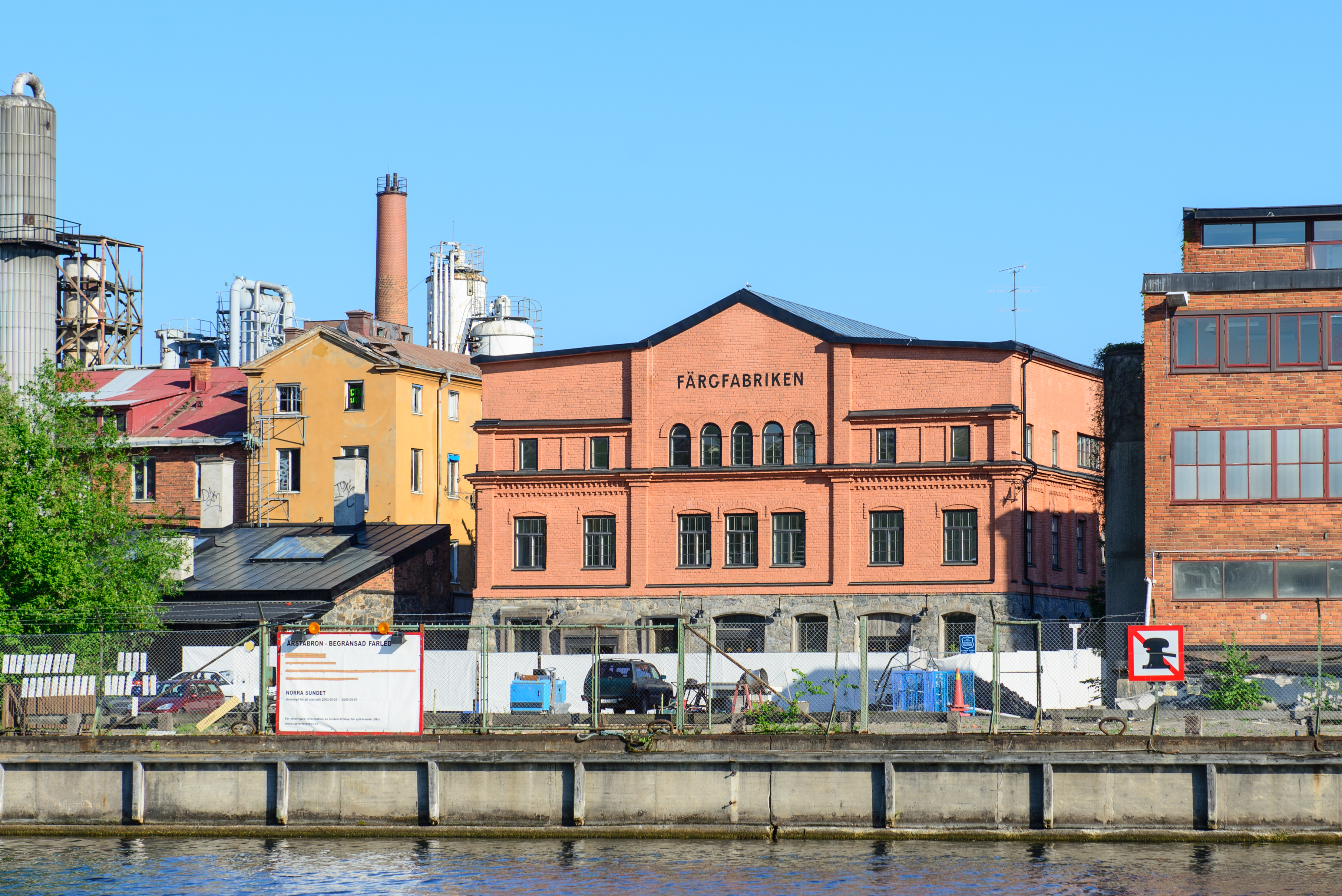
Den äldsta fabriksdelen är idag plats för konsthallen Färgfabriken.

Efter att ha arbetat som säljare för tyska företag i Skandinavien och Ryssland  flyttade han 1864 till Sverige och öppnade 1865, tillsammans med Ferdinand Leidig, färgaffären Becker & Leidig i Stockholm på Malmtorgsgatan 5, vilken Becker sedan tog över och 1868 fick namnet Firma Wilhelm Becker.
Den tyske kemisten Johan Georg Gentele (1813-1895), som tidigare bland annat hade varit verksam vid Gustavsbergs fabriker, anställdes 1871 som teknisk ledare för fernissfabriken och sedermera även för färgproduktionen. En färgfabrik startades av Firma Wilhelm Becker 1874, vilken till en början inriktade sig på konstnärsfärger. Fabriken låg vid  Ladugårdslands Tullgata 26 (nuvarande korsningen Tyskbagargatan / Jungfrugatan) på Östermalm. Gentele arbetade som teknisk ledare för produktionen fram till sin död 1895. 
Herrman Gentele, son till Johan Georg Gentele, hade bland annat varit föreståndare för färgaffären sedan 1886, när han 1902 köpte Firma Wilhelm Becker och 1906 omvandlade den till ett aktiebolag som kom att kallas AB Wilh. Becker. Den egna produktionen av konstnärsfärger utvecklades nu till de så kallade Beckers Normalfärger från 1912.
Wilhelm Becker själv hade 1896 blivit riddare av Vasaorden. Han avled 1915, 77 år gammal.

### Färgfabriken på Lövholmen
Verkstadsföretaget H. Palmcrantz & Co:s fabrikslokaler hade tagits över av Beckers färgfabrik år 1902. AB Wilh. Becker etablerade ett stort fabriksområde på Lövholmen i Liljeholmen och den tidigare verkstadslokalen byggdes om för färgtillverkning. Förutom färg tillverkades där kitt, från 1910 såpa och tvål och senare cellulosa för lacktillverkning. Bolaget tillverkade även kemikalier, farmaceutiska produkter, skönhetsmedel, bekämpningsmedel och gödningsmedel. 1929 expanderade Beckers genom köp av konkurrenter, bland dem Fernissaktiebolaget som bildades 1887 och hade sin fabrik efter 1890 vid Albano på Norra Djurgården. 
Den kemisk-tekniska produktionen avvecklades på 1950-talet liksom tillverkningen av förbandsmaterial. De äldsta fabriksdelarna användes i produktion fram till 1970-talet, men förföll därefter. I slutet av 1980-talet genomfördes en större renovering för att omvandla den äldsta byggnaden, Palmcrantzska fabriken, till konsthallen Färgfabriken. Flera modernare byggnader hade tillkommit från 1940-talet och framåt: Nitrolackfabriken från 1944 och 1951–1953 då Spredfabriken byggdes. Arkitekt var Nils Tesch (Giertz & Tesch). 1964 stod Beckers Nya färgfabriken klar att överta produktion mer effektivt och storskaligt än de gamla fabriksdelarna från 1800-talet. 1964 köptes Dorch, Bäcksin & Co i Göteborg. 1967 infördes regnbågslogotypen för varumärket Beckers.

### Omstruktureringar

#### Lindéngruppen blir ägare
Ulf G. Lindén var 1974–1981 VD för AB Wilh. Becker, som då var börsnoterat och ingick i Beijerinvest som 1981 gick ihop med AB Volvo, där Lindén var vice VD 1981–1987. Under denna period byggde han upp en egen företagsverksamhet och köpte 1985 ut aktierna i AB Wilh. Becker, som då blev helägt av Lindéngruppen.
Lindéngruppen är fortfarande helägare i AB Wilh. Becker, som i sin tur är helägare i bolagsgrupperna ColArt och Beckers Group.

#### Alcro-Beckers
AB Wilh. Beckers sektion för konsument- och byggfärger slogs 1986 ihop med Alfort & Cronholms färgverksamhet Alcro, varvid det samägda Alcro-Beckers AB bildades. Två år senare köpte AB Wilh. Becker Alcros andel och blev ensam ägare till Alcro-Beckers. 1991 koncentrerades all dess produktion till Lövholmen. 1994 etablerade Alcro-Beckers och finska Tikkurila samarbete i Baltikum, och 2001 köpte Tikkurila Alcro-Beckers. År 2008 flyttades tillverkningen till Nykvarn och huvudkontoret till Hammarby sjöstad. 2012 bytte Alcro-Beckers namn till Tikkurila Sverige AB, och slogs samman med tidigare Tikkurila Industri.
Både AB Wilh. Becker och Tikkurila Oyj använder idag varumärket Beckers.

## Colart
Colart bildades 1992 som ett eget affärsområde för konstnärsmaterial inom AB Wilh. Becker. Bland de mest kända internationella varumärkena som ägs och tillverkas av Colart finns Winsor & Newton, Liquitex, Lefranc Bourgeois och Reeves. Beckers ”A” och Beckers Normalfärg finns kvar som varumärken för den svenska marknaden. All tillverkning är samlad till tio produktionsanläggningar i Storbritannien, Frankrike och Kina.

## Beckers Group
Beckers group är inriktad på produkter för industriell ytbehandling och är uppdelad i tre affärsområden:
- Coil Coatings – Produkter för bandlackering, färgning av metall innan den formats till slutprodukt.
- Industrial Coatings – Industrifärger för ytor på till exempel maskiner och fordon efter att materialet är färdigformat.
- Consumer Design Finishes – För ytbehandling av konsumentprodukter, framförallt elektronik.